# Metopella macrochira
Metopella macrochira är en kräftdjursart som beskrevs av Gurjanova 1948. Metopella macrochira ingår i släktet Metopella och familjen Stenothoidae. Inga underarter finns listade i Catalogue of Life.